# Diplocloster agilis
Diplocloster agilis es una especie de bacteria del género Diplocloster. Fue descrita en el año 2022., es la especie tipo. Su etimología hace referencia a ágil. Se tiñe gramnegativa, aunque posiblemente tenga estructura de grampositiva como otras especies de la misma familia. Es formadora de esporas, móvil. Tiene un tamaño de 0,6-0,7 μm de ancho por 1,7-2,5 μm de largo. Catalasa y oxidasa negativas. Temperatura de crecimiento entre 25-42 °C, óptima de 32-37 °C. Se ha aislado de heces humanas. 